# Rugby Roma Olimpic 2002-2003

## Super 10 2002-03

### Stagione regolare
| Incontro                               | Andata | Ritorno |
| -------------------------------------- | ------ | ------- |
| Rugby Roma Olimpic — Viadana           | 27-29  | 5-39    |
| Rovigo — Rugby Roma Olimpic            | 43-18  | 34-17   |
| Parma — Rugby Roma Olimpic             | 39-3   | 29-26   |
| Rugby Roma Olimpic — GRAN Parma        | 20-6   | 8-106   |
| Petrarca — Rugby Roma Olimpic          | 20-11  | 70-0    |
| Benetton — Rugby Roma Olimpic          | 91-10  | 35-37   |
| Rugby Roma Olimpic — Silea             | 20-13  | 13-25   |
| Amat. & Calvisano — Rugby Roma Olimpic | 58-19  | 46-6    |
| Rugby Roma Olimpic — L’Aquila          | 36-28  | 28-36   |

#### Risultati della stagione regolare
| Posizione | G  | V | N | P  | PF  | PS  | DP   | B | Pt |
| --------- | -- | - | - | -- | --- | --- | ---- | - | -- |
| 9ª        | 18 | 4 | 0 | 14 | 304 | 747 | -443 | 4 | 20 |

## Coppa Italia 2002-03

### Prima fase
| Incontro                     | Risultato |
| ---------------------------- | --------- |
| Viadana — Rugby Roma Olimpic | 45-29     |
| Rugby Roma Olimpic — Parma   | 12-41     |

#### Risultati della prima fase
| Posizione | G | V | N | P | PF | PS | DP  | B | Pt |
| --------- | - | - | - | - | -- | -- | --- | - | -- |
| 3ª        | 2 | 0 | 0 | 2 | 41 | 86 | -45 | 1 | 1  |

## European Challenge Cup 2002-03

### Sedicesimi di finale
| Incontro                        | Andata | Ritorno |
| ------------------------------- | ------ | ------- |
| Rugby Roma Olimpic — Pontypridd | 18-60  | 8-83    |

## European Shield 2002-03

### Ottavi di finale
| Incontro                      | Andata | Ritorno |
| ----------------------------- | ------ | ------- |
| Rugby Roma Olimpic — Petrarca | 18-38  | 14-14   |

## Verdetti
- Rugby Roma Olimpic qualificata alla European Challenge Cup 2003-04.